# Шустрая (фильм, 1993, США)
«Шустрая», другое название — «Быстрая» (англ. Quick) — кинофильм.

## Сюжет
Женщина-киллер по кличке Квик (на рус.  — «быстрая» или «шустрая») получает задание ликвидировать бухгалтера мафии, находящегося под защитой полиции. Но вместо этого убегает вместе с ним на поиски трёх миллионов долларов, которые он похитил у своих работодателей. За этой милой парочкой, у которой начинаются романтические отношения, гонятся мафиози и бывший любовник Квик, коррумпированный агент ФБР.

## Интересные факты
- Не путать с фильмом с таким же названием и снятым в этом же году «Шустрая» (англ. The Snapper).